# Mimi Keene
Mimi Keene Roshan Saeed (Redbridge, 5 de agosto de 1998) más conocida como Mimi Keene, es una actriz británica, conocida por haber interpretado a Cindy Williams en la serie británica EastEnders y por interpretar a Ruby Matthews en la famosa serie de Netflix Sex Education.
== Biografía ==
Mimi Keene Roshan Saeed nació en Redbridge, Londres, el 5 de agosto de 1998, hija de Alexis Keene, de madre inglesa de ascendencia polaco-alemana, y Hassan Saeed, de padre británico de origen búlgaro y pakistaní. Vivió en South Woodford y asistió a la escuela Churchfields Junior School. Posteriormente se mudó a Hertfordshire y asistió a la escuela católica Divine Saviour en Abbots Langley, antes de formarse en interpretación en la Academia de Artes Teatrales Italia Conti en Barnsbury de 2009 a 2014.

## Biografía
Mimi Keene Roshan Saeed nació en Redbridge, Londres, el 5 de agosto de 1998, hija de Alexis Keene, de madre inglesa de ascendencia polaco-alemana, y Hassan Saeed, de padre británico de origen búlgaro y pakistaní. Vivió en South Woodford y asistió a la escuela Churchfields Junior School. Posteriormente se mudó a Hertfordshire y asistió a la escuela católica Divine Saviour en Abbots Langley, antes de formarse en interpretación en la Academia de Artes Teatrales Italia Conti en Barnsbury de 2009 a 2014.

## Carrera
El 19 de agosto de 2013, se unió al elenco principal de la popular serie británica EastEnders, donde interpretó a Cindy Williams hasta el 17 de agosto de 2015. Ese mismo año apareció en la película para la televisión Our Girl, donde interpretó a Jade Dawes.

## Filmografía
| Año       | Título           | Rol                   | Notas                                 |
| --------- | ---------------- | --------------------- | ------------------------------------- |
| 2013      | School for Stars | Ella misma            | 2 episodios                           |
| 2013      | Sadie J          | Brandy May Lou        | 1 episodio                            |
| 2013      | Our Girl         | Jade Dawes            | 1 episodio (Piloto)                   |
| 2013–15   | EastEnders       | Cindy Williams        | Elenco principal, 122 episodios       |
| 2016      | Casualty         | Lana Westmore         | Serie de TV, 1 episodio, "High Tide " |
| 2017      | The Escape       | Megan                 | Corto                                 |
| 2019      | Close            | Claire                | Película independiente                |
| 2019      | Tolkien          | Edith Tolkien (joven) | Película                              |
| 2019-2023 | Sex Education    | Ruby Matthews         | Elenco principal                      |
| 2023      | After Everything | Natalie               |                                       |

## Premios y nominaciones
| Año  | Categoría              | Premio             | Serie      | Resultado |
| ---- | ---------------------- | ------------------ | ---------- | --------- |
| 2014 | Best Young Performance | Inside Soap Award  | EastEnders | Nominada  |
| 2014 | Best Young Performance | British Soap Award | EastEnders | Nominada  |